# Data URI scheme
Le Data URI scheme est un schéma d'URI, dans le contexte d'Internet, qui contient directement des données. L'IETF décrit ce schéma dans le RFC 2397.
Le schéma est le suivant : data:[<mediatype>][;base64],<data>
Un exemple : data:,Une%20petite%20note indique le texte Une petite note.